# 東かがわ市立本町小学校
東かがわ市立本町小学校（ひがしかがわしりつ ほんまちしょうがっこう）は、香川県東かがわ市松原にあった公立小学校。

## 概要
東かがわ市の北部に位置する小学校である。

## 学校データ
- 学級数13（その内、特別支援3）（2013年度[1]）

|       | 男  | 女  | 合計 |
| 1年生 | 19  | 17  | 36   |
| 2年生 | 20  | 25  | 45   |
| 3年生 | 23  | 15  | 38   |
| 4年生 | 26  | 32  | 58   |
| 5年生 | 21  | 19  | 40   |
| 6年生 | 28  | 25  | 53   |
| 合計  | 137 | 133 | 270  |

## 歴史

### 年表
- 1887年（明治20年） 4月 町内旧5か村組合立白鳥尋常小学校が教蓮寺に設立[2]。
- 1892年（明治25年） 4月1日 組合立白鳥尋常小学校を解散して、松原村立松原尋常小学校が教蓮寺に設置され、本校が創立。
- 1897年（明治30年） 猪熊邸へ移転。
- 1903年（明治36年） 4月1日 9か村組合立白鳥高等小学校を解散し、高等科4年程を本校に併置して、松原村立松原尋常高等小学校と改称。
- 1907年（明治40年） 栄国寺を分教場とした。
- 1908年（明治41年） 校地を松原210番地（旧校地）に移転。
- 1910年（明治43年） 松原村が町制をしき、白鳥本町となり、白鳥本町立白鳥本町尋常高等小学校と改称。
- 1941年（昭和16年） 4月1日 国民学校令により、白鳥本町国民学校と改称。
- 1947年（昭和22年） 学制改革により、白鳥本町小学校と改称し、高等科は3年制の白鳥本町中学校（現 東かがわ市立白鳥中学校）となった。
- 1955年（昭和30年） 7月1日 4町村の合併により、白鳥町が誕生し、白鳥町立本町小学校と改称。
- 1959年（昭和34年） 10月13日 香川県教育委員会研究指定校として、道徳教育研究発表会を開催。
- 1966年（昭和41年） 養護施設白鳥園に、本町小学校はくちょう分校を開設。
- 1969年（昭和44年） PTA新聞「松陰」を創刊。
- 1972年（昭和47年） 3月24日 現在地（元白鳥中学校地）に移転し、校舎移転記念式典および記念碑除幕式が行われた。
- 1990年（平成2年） 香川県教育委員会より「学校安全」教育の研究指定を受け、研究発表会開催。
- 1995年（平成7年） はくちょう分校休校。
- 1996年（平成8年） 香川県教育委員会より「学校体育」の研究指定校（平成7・8年度）となり、平成8年香小研研究発表会を開催。
- 2009年（平成21年） はくちょう分校廃止
- 2020年（令和2年） 東かがわ市立福栄小学校、東かがわ市立白鳥小学校、東かがわ市立白鳥中学校と統合し、小中一貫の東かがわ市立白鳥小中学校となるため閉校[3]。

## 交通
- JR高徳線より徒歩9分（800m）
- 大川自動車引田線白鳥百十四銀行前バス停より徒歩7分（550m）

## 通学区域
- 松原、伊座、帰来地区及び湊水入のうちJR敷地より北側の区域
- 白鳥のうち、中央通自治会区域（旧国道11号線以南は除く）
（2013年度[4]）